# Casearia vareca
Casearia vareca Roxb. – gatunek rośliny z rodziny wierzbowatych (Salicaceae Mirb.). Występuje naturalnie w Indiach, Bhutanie, Bangladeszu oraz Mjanmie. 

## Morfologia
PokrójZrzucające liście drzewo lub krzew dorastające do 7 m wysokości.
LiścieBlaszka liściowa ma kształt od eliptycznego do podługowatego lub lancetowatego. Mierzy 7,5–16,5 cm długości oraz 2,5–5,5 cm szerokości, jest piłkowana na brzegu, ma klinową nasadę i spiczasty wierzchołek. Ogonek liściowy jest nagi i dorasta do 5–10 mm długości.
KwiatySą zebrane w pęczki, rozwijają się w kątach pędów. Mają 5 działek kielicha o okrągławym kształcie i dorastających do 2 mm długości. Kwiaty mają 6–12 pręcików.
OwoceMają jajowaty kształt i osiągają 7–10 mm średnicy.

## Biologia i ekologia
Rośnie w lasach. Występuje na wysokości do 1000 m n.p.m.